# Andrea Corr

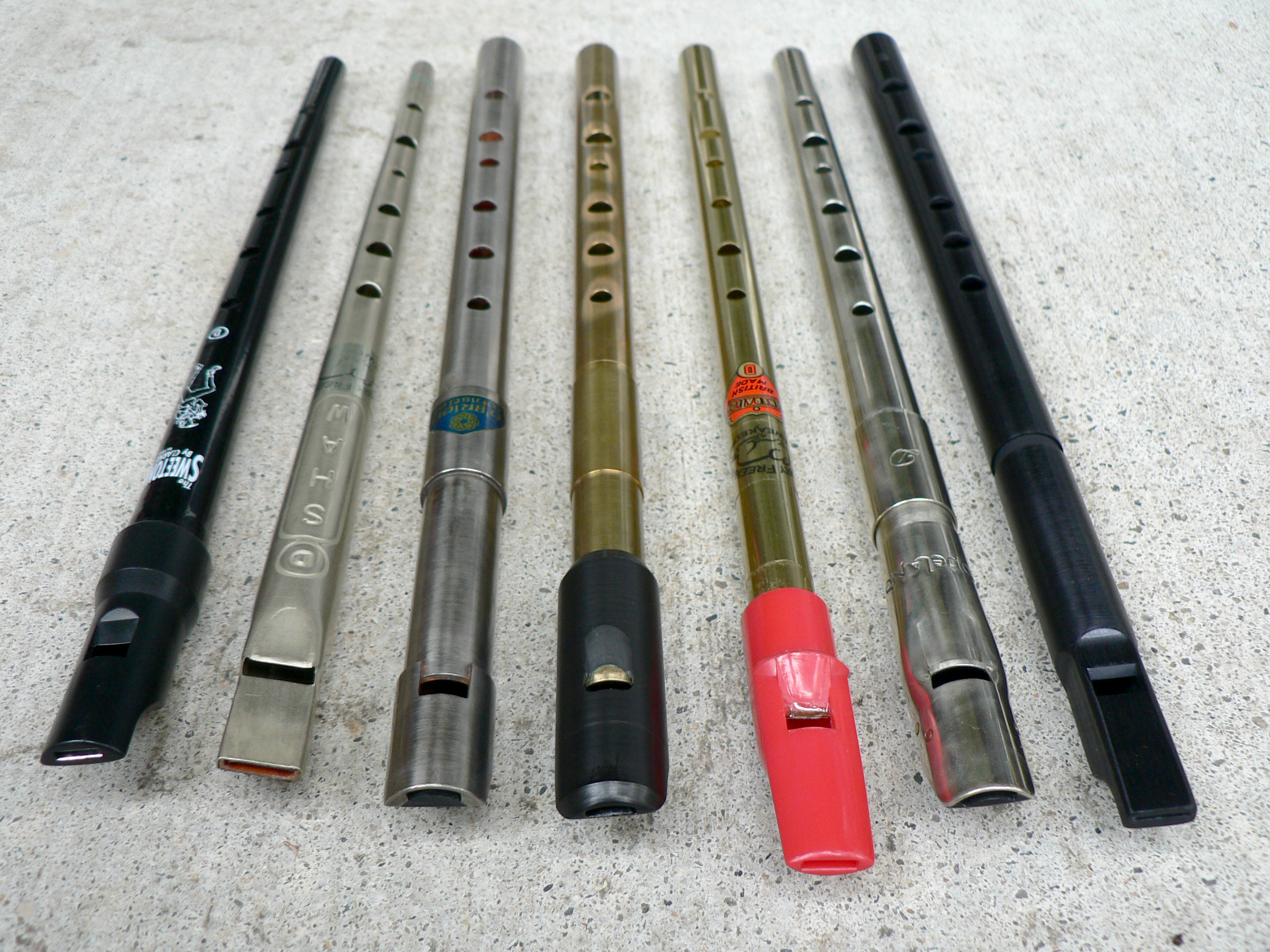
Tin whistle

Andrea Corr, született: Andrea Jane Corr (Dundalk, 1974. május 17. –) ír énekesnő, szövegíró és színész.
Édesapja, Gerry Corr, az Ír Elektromos Műveknél dolgozott, édesanyja Jean háziasszony. Saját zenekaruk a Sound Affair volt. A helyi kocsmákban léptek fel.
Bátyjával és nővéreivel négyen alkotják a The Corrs együttest.
A The Corrs nevű Celtic-pop-rock zenét játszó együttessel 1990-ben mutatkozott be először, ahol három testvérével együtt zongorán, és ír furulya-n játszik, vokálozik és a dalszövegírásban is részt vesz. Ezen felül a zenekartól független szóló fellépésiről is ismert.